# ITA (小惑星)
ITA (1735 ITA) は、小惑星帯に位置する小惑星である。ペラゲーヤ・シャインがクリミア天体物理天文台で発見した。

## 名称
1979年に、ソビエト連邦科学アカデミー理論天文学研究所（英語：Institute for Theoretical Astronomy）の設立60周年を記念して命名された。この命名は、1980年6月の小惑星回報で公表された。

## 観測
2009年10月に熊本県で掩蔽が観測された。